# 奥维斯波村
奥维斯波村（西班牙語：Aldea del Obispo）是西班牙卡斯蒂利亚-莱昂萨拉曼卡省的一个市镇。 总面积42平方公里，总人口379人（2001年），人口密度9人/平方公里。